# Fontangy
Fontangy ist eine französische Gemeinde mit 157 Einwohnern (Stand 1. Januar 2022) im Département Côte-d’Or in der Region Bourgogne-Franche-Comté. Sie gehört zum Kanton Semur-en-Auxois und zum Arrondissement Montbard.
Nachbargemeinden sind Nan-sous-Thil im Nordwesten, Clamerey im Norden, Noidan im Osten, Charny im Südosten, Missery im Süden, La Motte-Ternant im Südwesten und Vic-sous-Thil im Westen.

## Weblinks

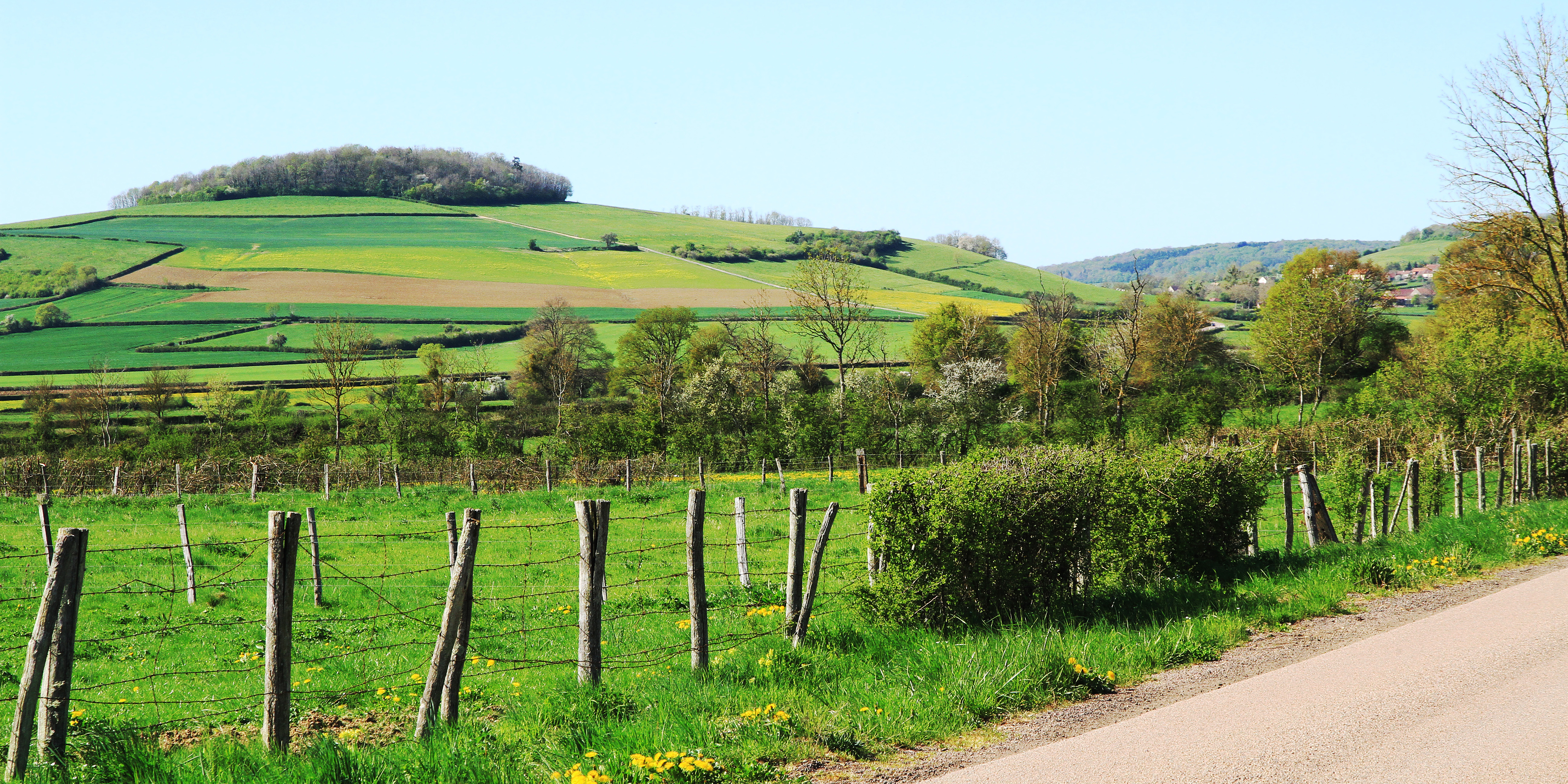
Der Mont Rond, eine Erhebung bei Fontangy

## Bevölkerungsentwicklung
| Jahr                       | 1962 | 1968 | 1975 | 1982 | 1990 | 1999 | 2008 | 2015 |
| -------------------------- | ---- | ---- | ---- | ---- | ---- | ---- | ---- | ---- |
| Einwohner                  | 208  | 204  | 181  | 166  | 153  | 147  | 152  | 148  |
| Quellen: Cassini und INSEE |      |      |      |      |      |      |      |      |